# غوستاف سايتس
غوستاف سايتس (و. 1906 – 1969 م) هو نحات، وأستاذ جامعي من ألمانيا الشرقية، شارك في II. documenta ‏، ومعرض دوكومنتا الثالث ‏، توفي في هامبورغ، عن عمر يناهز 63 عاماً.

## التعليم
تعلم في جامعة برلين للفنون
.

## جوائز
حصل على جوائز منها:

الجائزة الوطنية لجمهورية ألمانيا الديمقراطية

## روابط خارجية
- غوستاف سايتس على موقع مونزينجر (الألمانية)